# Davoli
Pour les articles homonymes, voir Davoli.
Davoli est une commune italienne de la province de Catanzaro dans la région Calabre en Italie.

## Administration
| Période                                  | Période  | Identité         | Étiquette    | Qualité |
| ---------------------------------------- | -------- | ---------------- | ------------ | ------- |
| 2015                                     | En cours | Giuseppe Papaleo | Lista civica | Maire   |
| Les données manquantes sont à compléter. |          |                  |              |         |

## Sport

### Football
La principale équipe de football de la ville est l'ASD S.C. Sporting Club Davoli qui joue dans le groupe A Promotion calabraise.

### Communes limitrophes
Cardinale, San Sostene, Satriano